# 台湾の病院一覧
台湾の病院は、病院認定・医療の質学会によって「総合病院」と「精神科病院」の2つに分類されている。 それぞれに「病院認定」と「教育病院認定」の2つの評価基準がある。 一般病院は「特優」「優」「合格」の3段階、精神科病院は「優」「合格」の2段階である。 教育病院については、総合病院、精神科病院ともに「優」、「適格」、「非教育病院」の3段階がある。

## 医療中心
| #  | 病院名前                             | 創立   | 病院住所 | ベッド数                       | ホーム                                                                                                |
| -- | ------------------------------------ | ------ | --- | ------------------------------ | --- |
| 1  | 国立台湾大学医学部附属病院           | 1895年 | 總院区（東址）：台北市中正区中山南路7號 總院区（西址）：台北市中正区常德街1號 兒童病院：台北市中正区中山南路8號 癌醫中心：台北市大安区基隆路三段155巷57號          | 總院：2270 兒醫：255 癌醫：175 | 首頁 アーカイブ 2020年3月30日 - ウェイバックマシン                                                    |
| 2  | 三軍總病院                           | 1945年 | 內湖總院：台北市內湖区成功路二段325號 汀州院区：台北市中正区汀州路三段40號                                                                                         | 1733                           | 首頁 アーカイブ 2021年2月13日 - ウェイバックマシン                                                    |
| 3  | 台北栄民総医院                       | 1958年 | 台北市北投区石牌路二段201號 | 2799                           | 首頁 アーカイブ 2021年2月8日 - ウェイバックマシン                                                     |
| 4  | 国泰綜合病院                         | 1977年 | 台北總院：台北市大安区仁愛路四段280號 汐止分院：新北市汐止区建成路59巷2號                                                                                          | 810 637                        | 首頁 アーカイブ 2021年4月15日 - ウェイバックマシン 首頁 アーカイブ 2021年4月25日 - ウェイバックマシン |
| 5  | 台北及林口長庚病院                   | 1976年 | 台北長庚：台北市松山区敦化北路199號 林口長庚：桃園市龜山区復興街5號                                                                                                | 259 3715                       | 首頁 アーカイブ 2021年1月30日 - ウェイバックマシン 首頁 アーカイブ 2021年1月30日 - ウェイバックマシン |
| 6  | 馬偕紀念病院                         | 1912年 | 台北總院：台北市中山区中山北路二段92號 淡水分院：新北市淡水区民生路45號                                                                                            | 776 1009                       | 首頁 アーカイブ 2006年8月13日 - ウェイバックマシン                                                    |
| 7  | 新光吳火獅紀念病院                   | 1992年 | 台北市士林区文昌路95號 | 825                            | 首頁 アーカイブ 2014年10月18日 - ウェイバックマシン                                                   |
| 8  | 台北市立萬芳病院                     | 1976年 | 台北市文山区興隆路三段111號 | 726                            | 首頁 アーカイブ 2021年5月6日 - ウェイバックマシン                                                     |
| 9  | 亞東紀念病院                         | 1981年 | 新北市板橋区南雅南路二段21號 | 1122                           | 首頁 アーカイブ 2009年3月13日 - ウェイバックマシン                                                    |
| 10 | 台中榮民總病院                       | 1982年 | 台中市西屯区台灣大道4段1650號 | 1464                           | 首頁 アーカイブ 2014年11月19日 - ウェイバックマシン                                                   |
| 11 | 中山醫學大學附設病院                 | 1966年 | 台中市南区建国北路一段110號 | 1305                           | 首頁 アーカイブ 2020年8月6日 - ウェイバックマシン                                                     |
| 12 | 中国醫藥大學附設病院                 | 1975年 | 台中市北区育德路2號 | 2054                           | 首頁 アーカイブ 2015年2月1日 - ウェイバックマシン                                                     |
| 13 | 彰化基督教醫療財團法人彰化基督教病院 | 1896年 | 南郭總院：彰化県彰化市南校街135號 中華路院区：彰化県彰化市中華路176號                                                                                              | 1460 190                       | 首頁 アーカイブ 2010年3月12日 - ウェイバックマシン                                                    |
| 14 | 国立成功大學醫學院附設病院           | 1987年 | 台南市北区勝利路138號 | 1197                           | 首頁 アーカイブ 2014年12月16日 - ウェイバックマシン                                                   |
| 15 | 奇美病院                             | 1968年 | 永康總院：台南市永康区中華路901號 柳營奇美病院：台南市柳營区太康里13鄰太康201號 佳里奇美病院：台南市佳里区佳興里6鄰佳里興606號 樹林院区：台南市南区樹林街二段442號 | 1278 869                       | 首頁 アーカイブ 2021年3月14日 - ウェイバックマシン                                                    |
| 16 | 高雄榮民總病院                       | 1984年 | 高雄市左營区大中一路386號 | 1408                           | 首頁 アーカイブ 2019年5月2日 - ウェイバックマシン                                                     |
| 17 | 高雄長庚紀念病院                     | 1986年 | 高雄市鳥松区大埤路123號 | 2751                           | 首頁 アーカイブ 2021年1月30日 - ウェイバックマシン                                                    |
| 18 | 高雄醫學大學附設中和紀念病院         | 1946年 | 高雄市三民区自由一路100號 | 1690                           | 首頁 アーカイブ 2021年2月3日 - ウェイバックマシン                                                     |
| 19 | 佛教慈濟醫療財團法人花蓮慈濟病院     | 1986年 | 花蓮県花蓮市中央路三段707號 | 1110                           | 首頁 アーカイブ 2021年4月13日 - ウェイバックマシン                                                    |

## 優秀な成績を収めた総合病院、一般教育病院での合格
台湾には全部で15の総合病院がある。 台中市に3病院、新竹市に2病院、高雄市に2病院、台北市、新北市、桃園市、苗栗県、嘉義市、嘉義県、台南市、台東県に各1病院ある。
| #  | 病院名前                             | 創立   | 病院住所                                                              | ベッド数 | ホーム                                              |
| -- | ------------------------------------ | ------ | --------------------------------------------------------------------- | -------- | --------------------------------------------------- |
| 1  | 基督復臨安息日會醫療財團法人台安病院 | 1949年 | 台北市松山区八德路二段424號                                           | 442      | 首頁 アーカイブ 2014年11月29日 - ウェイバックマシン |
| 2  | 天主教耕莘醫療財團法人耕莘病院       | 1968年 | 新北市新店区中正路362號                                               |          | 首頁 アーカイブ 2020年7月14日 - ウェイバックマシン  |
| 3  | 敏盛綜合病院經国總院                 | 1975年 | 桃園市桃園区經国路168號                                               | 665      | 首頁 アーカイブ 2014年10月29日 - ウェイバックマシン |
| 4  | 馬偕紀念病院新竹分院                 |        | 新竹市東区光復路二段690號                                             |          | 首頁 アーカイブ 2002年8月26日 - ウェイバックマシン  |
| 5  | 国泰綜合病院新竹分院                 |        | 新竹市東区中華路二段678號                                             |          | 首頁 アーカイブ 2019年5月2日 - ウェイバックマシン   |
| 6  | 為恭紀念病院                         | 1994年 | 苗栗県頭份市信義路128號                                               |          | 首頁 アーカイブ 2014年11月28日 - ウェイバックマシン |
| 7  | 衛生福利部豐原病院                   |        | 台中市豐原区安康路100號                                               |          | 首頁 アーカイブ 2021年2月4日 - ウェイバックマシン   |
| 8  | 童綜合病院                           | 1971年 | 本院：台中市梧棲区台灣大道八段699號 沙鹿院区：台中市沙鹿区成功西街8號 |          | 首頁 アーカイブ 2014年11月2日 - ウェイバックマシン  |
| 9  | 佛教慈濟綜合病院台中分院             |        | 台中市潭子区豐興路一段66號                                            |          | 首頁 アーカイブ 2014年11月10日 - ウェイバックマシン |
| 10 | 天主教聖馬爾定病院                   |        | 本院：嘉義市東区大雅路二段565號 民權院区：嘉義市東区民權路60號        |          | 首頁 アーカイブ 2014年12月5日 - ウェイバックマシン  |
| 11 | 嘉義長庚紀念病院                     | 1973年 | 嘉義県朴子市嘉朴路西段6號                                             |          | 首頁 アーカイブ 2021年3月18日 - ウェイバックマシン  |
| 12 | 台南市立病院                         |        | 台南市東区崇德路670號                                                 |          | 首頁 アーカイブ 2021年1月30日 - ウェイバックマシン  |
| 13 | 高雄市立大同病院                     |        | 高雄市前金区中華三路68號                                              |          | 首頁 アーカイブ 2016年12月24日 - ウェイバックマシン |
| 14 | 阮綜合病院                           | 1946年 | 高雄市苓雅区成功一路162號                                             |          | 首頁 アーカイブ 2012年8月5日 - ウェイバックマシン   |
| 15 | 馬偕紀念病院台東分院                 |        | 台東県台東市長沙街303巷1號                                            |          | 首頁 アーカイブ 2014年10月27日 - ウェイバックマシン |